# Robert Camden Cope
Robert Camden Cope (1771 - 5 de dezembro de 1818 ou 1819) foi um político britânico de Loughgall, County Armagh, na Irlanda. Ele sentou-se no Primeiro Parlamento do Reino Unido.

## Vida
Ele foi educado no Trinity Hall, Cambridge.
Ele era neto do ex-MP Robert Cope e era sobrinho de Anthony Cope, um antigo deão de Armagh.